# 12282 Кромбек
12282 Кромбек (12282 Crombecq) — астероїд головного поясу, відкритий 21 січня 1991 року.
Тіссеранів параметр щодо Юпітера — 3,296.